# Velika lesna osa
Velika ali rumena lesna osa (znanstveno ime Urocerus gigas) je vrsta rastlinske ose iz družine lesnih os, ki poseljuje iglaste in mešane gozdove Evrazije ter Severne Afrike. Ličinke živijo v odmirajočem lesu iglavcev, kjer z grizenjem ustvarjajo rove, zato imajo samice izredno dolgo in ostro leglico, s katero zavrtajo v les in vanj odložijo jajčece. Navkljub velikosti in videzu, ki rahlo spominja na sršena, človeku niso nevarne, saj nimajo strupnih žlez.

## Telesne značilnosti
Samice dosežejo med 15 in 40 mm v dolžino, samci so nekoliko manjši, od 12 do 30 mm. Osnovna barva je črna z rumenim vzorcem. Oboji imajo značilno rumeno pego za očmi, razlikuje pa se obarvanost zadka: samice imajo svetlorumeno hrbtno stran zadka z vijoličasto-črnimi prečnimi progami na zadnjih členih, samci pa rdečkasto s črno konico. Rumene so tudi noge in tipalnice. Zadek samic je zavit in se konča z zelo dolgo leglico, ki meri do 20 mm, nimajo pa žela.
Ličinka je velika, s skoraj povsem reduciranimi okončinami; je brez panožic in ima le tri pare slabo razvitih pravih nog.

## Ekologija in razširjenost
Samice odlagajo jajčeca v odmirajoč les, bodisi stara, bolna drevesa, bodisi hlodovino, kjer nato ličinke z grizenjem ustvarjajo rove. Tam živijo v sožitju z lesnimi glivami, bazidiomicetami iz rodu Amylostereum. Samica nosi spore teh gliv v leglici in ob izleganju jajčeca inokulira mesto vboda. Gliva nato preraste stene rova, ki ga ustvari ličinka, ta pa se nato »pase« po stenah in zadosti večini svojih potreb po hranilih z glivami, ne s samim lesom. Rovi imajo premer 6–9 mm in dosežejo do 40 cm v dolžino. Ko se dovolj razvije, se ličinka pregrize v bližino površja, se zabubi in na koncu kot odrasla žival pregrize ven, pri čemer naredi okroglo luknjo z gladkimi robovi in premerom do enega centimetra.
Ker osa napada že odmirajoča drevesa, ne povzroča posebne škode v gozdarstvu, težave lahko povzročijo le ličinke v obdelanem lesu, ki je uporabljen za pohištvo ali gradnjo, saj se lahko pregrizejo skozi prepreke, kot so preproge, tapete ali drugi predmeti, ko se prebijajo na prosto.
Vrsta je specializirana za iglavce, kot so smreka, jelka, macesen in bor. Taksonomsko jo obravnavamo kot kompleks treh geografsko ločenih podvrst:
- Urocerus gigas gigas (nominalna): Severna Afrika, Evropa, severna Azija vzhodno do Kamčatke
- Urocerus gigas orientalis: Kitajska, Japonska, Koreja, Kamčatka
- Urocerus gigas tibetanus: Tibet

Nekoč je bila kot podvrsta opisana tudi Urocerus flavicornis iz Severne Amerike, ki pa ji je bil ob novejši taksonomski reviziji dodeljen status vrste. Kljub temu večina virov še navaja severnoameriško razširjenost za veliko lesno oso. Evropsko podvrsto so nenamerno vnesli v Argentino in Čile, kjer verjetno poseljuje nasade severnoameriških iglavcev.